# Jón Arason
Jón Arason (1484-Skálholt, 7 de noviembre de 1550) fue un obispo y poeta de Islandia. Fue el último obispo católico de la isla antes de la constitución de la diócesis de Reikiavik en 1923.

## Biografía
Arason nació en 1484. Se hizo sacerdote hacia 1504 y obispo de Hólar (una de las dos diócesis de la isla) en 1522. Se sabe poco de sus actividades previas a esa fecha, salvo que su predecesor, Gottskálk Nikulásson, tras reconocer su talento, lo invitó dos veces a una misión en Noruega.

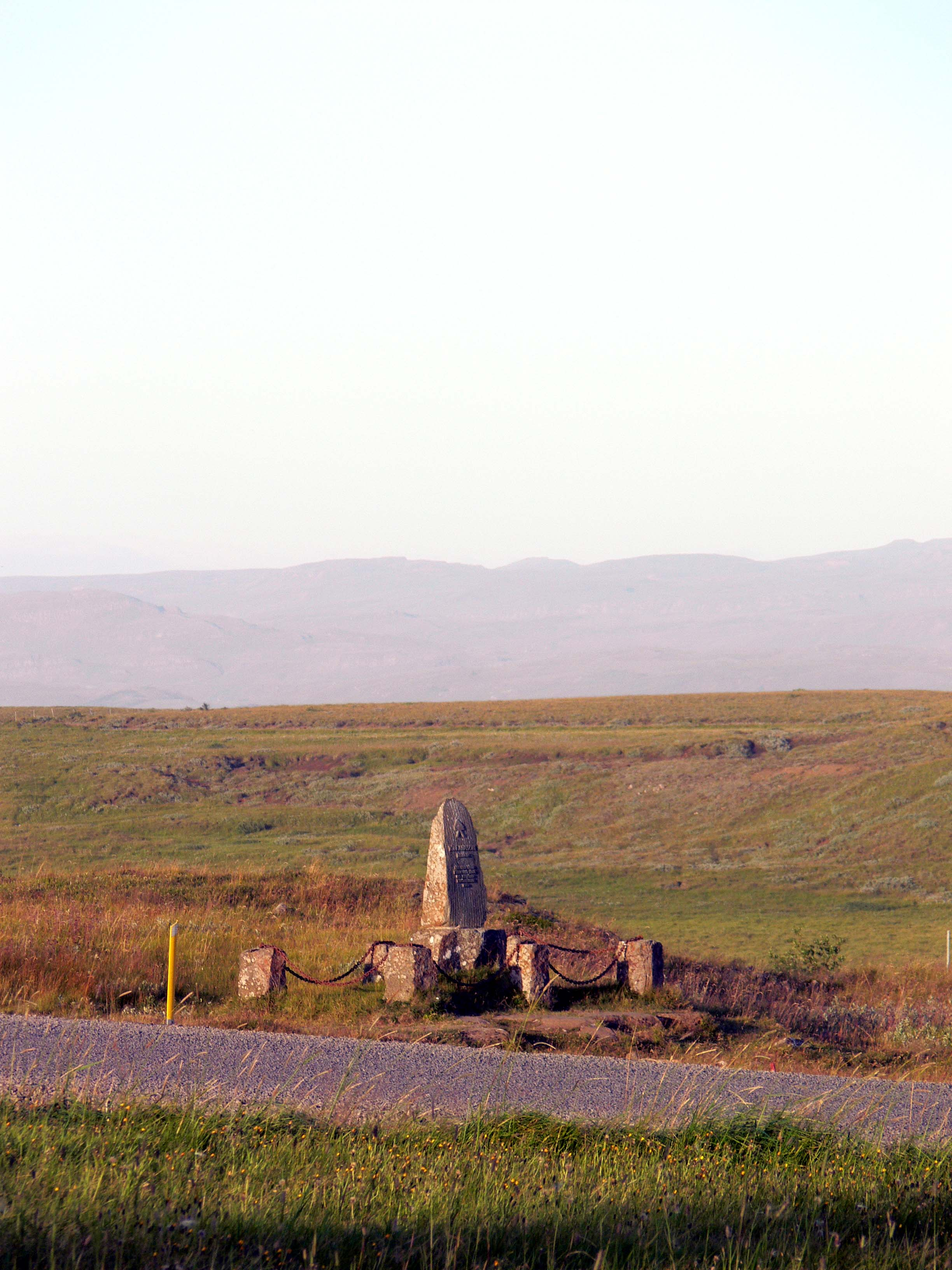
Memorial de Arason en Skálholt.

Arason fue muy activo en el campo cultural y político. Fue poeta e introdujo la imprenta en Islandia, instalando en Hólar la primera de la isla. Es el autor de los poemas religiosos Pislargrátr y Ljómur.
En 1537 el rey de Dinamarca (reino del cual la isla era sujeta), Cristián III, promulgó la orden con la cual el luteranismo se introducía como religión de Estado en sus dominios. Pero Arason no lo aplicó y en 1540 incluso le escribió al monarca rehusándose explícitamente a hacerlo. La otra diócesis, la de Skálholt, también permaneció católica durante un breve lapso. 
Skálholt fue obligada a obedecer en 1541 mediante una expedición enviada desde Dinamarca para capturar al obispo. Hólar siguió siendo católica hasta 1550 y en esos años Arason, decidido a seguir con su lucha gracias entre otras cosas al respaldo de una carta del papa Paulo III, fue la única autoridad en su diócesis.
En el otoño de 1550 Arason fue sin embargo capturado por fuerzas leales a la corona danesa, que lo decapitaron.